# Jenna Ortega
Jenna Marie Ortega (Palm Desert, 27 september 2002) is een Amerikaanse actrice. Ze speelde in diverse films en series waaronder The Babysitter: Killer Queen, You en Wednesday.

## Levensloop
Ortega maakte haar televisiedebuut met een gastrol in de serie Rob. Hierna speelde ze diverse rollen in series zoals CSI: NY en Rake.
In 2013 maakte Ortega haar debuut op het grote doek met een rol in de film Iron Man 3. Datzelfde jaar was ze tevens te zien als Annie in de film Insidious: Chapter 2. In de jaren die volgden speelde Ortega in meerdere films waaronder After Words en The Babysitter: Killer Queen.
Van 2014 tot en met 2019 was Ortega te zien als de jonge versie van Jane Villanueva in de televisieserie Jane the Virgin. Daarnaast was ze van 2016 tot en met 2018 te zien als Harley Diaz in de serie Stuck in the Middle, voor deze rol won ze een Imagen Award in de categorie Beste jonge televisieacteur.

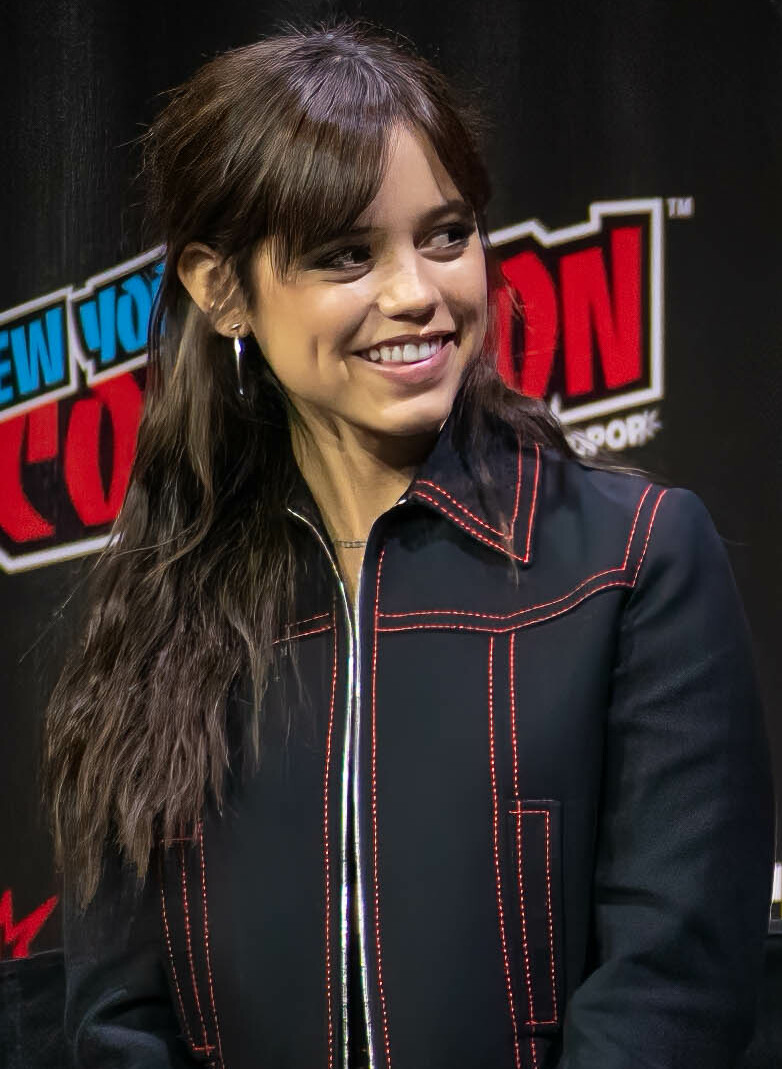
Ortega bij de New York Comic Con (2022)

In 2019 was Ortega te zien als Ellie Alves in de Netflix-serie You. Ze speelde ook de hoofdrol in de Netflix-reeks Wednesday.

## Filmografie

### Film
- 2013: Iron Man 3
- 2013: Insidious: Chapter 2, als Annie
- 2014: The Little Rascals Save the Day, als Mary Ann
- 2015: After Words, als Anna Chapa
- 2018: Saving Flora, als Dawn
- 2020: The Babysitter: Killer Queen, als Phoebe Atwell
- 2021: Yes Day, als Katie Torres
- 2021: The Fallout, als Vada Cavell
- 2022: Scream, als Tara carpenter
- 2022: X, als Lorraine
- 2022: American Carnage , als Camila
- 2023: Scream VI, als Tara Carpenter
- 2024: Miller's Girl, als Cairo Sweet
- 2024: Beetlejuice Beetlejuice, als Astrid Deetz
- 2025: Death of a Unicorn, als Ridley Kintner

### Televisie
- 2012: Rob, als meisje
- 2012: CSI: NY, als Aimee Moore
- 2014: Rake, als Zoe Leon
- 2014-2019: Jane the Virgin, als jonge Jane Villanueva
- 2015: Richie Rich, als Darcy
- 2016-2018: Stuck in the Middle, als Harley Diaz
- 2016-2020: Elena of Avalor, als prinses Isabel
- 2016: Elena and the Secret of Avalor, als prinses Isabel
- 2018: Bizaardvark, als Izzy
- 2019-heden: Big City Greens, als Gabrielle Espinosa
- 2019: You, als Ellie Alves
- 2020: Home Movie: The Princess Bride, als prinses Buttercup
- 2020-2022: Jurassic World Camp Cretaceous, als Brooklynn
- 2022-heden: Wednesday, als Wednesday Addams